# Kali Deras
Kali Deras is een bestuurslaag in het regentschap Ogan Komering Ilir van de provincie Zuid-Sumatra, Indonesië. Kali Deras telt 1857 inwoners (volkstelling 2010).